# Nord-Odal
Nord-Odal est une commune norvégienne située dans le comté d'Innlandet.

## Géographie
La commune s'étend sur 508 km2 dans le sud-est du comté, au bord du lac Storsjø.